# Attock
|  | Per a altres significats, vegeu «Districte d'Attock». |

Attock o Atak (en urdú: اٹک) és una ciutat del Pakistan capital del Districte d'Attock (i del tehsil d'Attock), al nord-oest del Panjab, a 80 km de Rāwalpind i 100 de Peshawar i a la vora de l'Indus prop del lloc on hi desaigua el riu Kabul. Attock és considerada la porta de l'Àsia central. La població total de la ciutat (2006) és d'1.274.935 dels quals 260.724 a la mateixa ciutat i 1.014.211 a l'àrea metropolitana.
En cens anteriors eren 1.454 habitants el 1868, 4.210 el 1881 i 2.822 el 1901. Fou declarada municipalitat al segle xix sota domini britànic.

## Història
Attock Khurd (la vella Attock) fou el lloc d'origen (estrictament a la veïna Shalatura) del gramàtic i matemàtic Pànini (पाणिन), autor de l'Ashtodhyaya, la gramàtica més antiga en sànscrit que es conserva. Llavors Attock era una estació de la ruta de la seda entre Pèrsia i Xina. Alexandre el Gran va estar a uns 25 km de la ciutat (a Ohind) i va creuar l'Indus per mitjà d'un pont fet per Perdicas i Hefestió. Va formar part del regne grec de Bactriana que es va estendre cap al Panjab i que van governar fins a la invasió dels indo-escites a la meitat del segle i aC. La ciutat destaca en el regnat del net de Chandragupta, Asoka, emperador budista del nord de l'Índia, el qual en els seus edictes explica que els grecs del seu regne s'havien convertit al budisme (meitat del segle iii aC).
La ciutat fou visitada pel peregrí Hiuen Tsang el 630 i 643, quan ja el budisme estava en decadència i revivia el bramanisme. Va passar per aquest temps als reis hindús de Kashmir i hi va romandre fins al segle ix, per passar després als sultans hindushahides de Kabul que al començament del segle xi la van perdre davant Mahmud de Gazni. Fou després possessió dels Gakhars que van dominar una part de la regió.
Akbar el Grab va construir la fortalesa el 1581 amb el nom d'Atak Banaras (en contraposició al fort de Katak Benaras, al cantó sud-est del seu imperi) sota supervisió de Khawaja Shamsuddin Khawafi, per defensar els seus dominis d'una invasió des de Kabul per Peshawar i contra les incursions del seu germà Mirza Hakim. Una altra explicació del nom és que vol dir "obstacle" (per creuar l'Indus), ja que a l'altre costat del riu va fundar Khairabad que vol dir "Lloc Segur". Attock fou conquerida pel general Balaji Rao i va passar al seu germà el peshwa maratha Raghunathrao el 1751 i fins al 1769. Després fou disputada per afgans i sikhs.
Ranjit Singh va voler incorporar en els seus estats el territori al sud del riu Sutlej i el 1808 els prínceps d'aquestos territoris van demanar ajust als britànics. Els britànics es van aliar a Lahore i Kabul, aliances dirigides contra els plans francesos a l'Índia. L'enviat britànic Charles Metcalfe, fou rebut per Ranjit Singh a Kasur el 1809. El 1812 Ranjit Singh va ocupar la fortalesa que estava en mans del wazir de Kabul i el 1813 va reforçar Attock i es va assegurar el diamant Koh-i-Noor, consolidant el seu control sobre el Panjab. A la primera guerra sikh fou ocupada pels britànics però fou perduda a la segona després d'una valenta resistència deltinent Herbert; però va passar als britànics al final d'aquesta guerra el 1849 junt amb la resta de Panjab. El 1883 va perdre importància quan es va construir un pont i un viaducte i un ferrocarril.
El 1904 es va formar el districte d'Attock, que poc després fou anomenat Campbellpur per la ciutat de Campbellpur fundada per Sir Campbell el 1908 a pocs quilòmetres al sud-est de la vella Attock. El 1857 hi va haver 143 morts al veí poblet de Gheb 143, durant la rebel·lió dels sipais.
Després de la independència de Pakistan el 1947 la ciutat va conservar el seu nom de Campbellpur o Campbellpore fins al 1978 que fou rebatejada Attock

## Geografia
Es troba a 348 metres d'altura. La seva pluja anual és de 783mm. El clima és calorós a l'estiu i fred a l'hivern amb màximes de 40 graus a la calor.
La ciutat és la capital del districte (i del tehsil) i, per tant, disposa d'un govern municipal, un tahsildar i un districtal. La ciutat està dividida en quatre consells:
- Chhoi (Attock III)
- Civil Bazar (Attock II)
- Meharpura (Attock I)
- Mohallah Shed